# Frans De Haes
François "Frans" De Haes (Anvers, 28 de juliol de 1899 – 4 de novembre de 1923) fou un aixecador belga que va competir a començaments del segle xx.
El 1920 va prendre part en els Jocs Olímpics d'Anvers, on disputà la prova del pes ploma, per a aixecadors amb un pes inferior a 60 kg, del programa d'halterofília. En ella guanyà la medalla d'or amb un pes total de 220,0 kg alçats.
El 1922 va establir el rècord del món en dos temps. Mentre es preparava per disputar els Jocs Olímpics de 1924 va agafar la grip, que l'acabà duent a la mort amb tan sols 28 anys.